# Michael Pupin

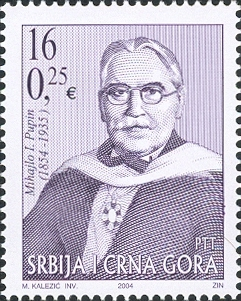
Sello postal de Serbia y Montenegro conmemorando a Pupin (2004)

Mihajlo Idvorski Pupin (Idvor, Banato, Serbia, 4 de octubre de 1858 - Nueva York, EE. UU., 12 de marzo de 1935), fue un físico serbio nacionalizado estadounidense que desarrolló un sistema para aumentar el alcance de las comunicaciones telefónicas, a través de líneas de hilo de cobre, mediante la inserción a intervalos regulares a lo largo de la línea de transmisión de una serie de bobinas de carga.
Esta investigación se había llevado a cabo por Oliver Heaviside para su aplicación al cable telegráfico trasatlántico, pero nunca se había concretado en la práctica.

## Vida
Aunque nacido en Banato (ahora forma parte de Serbia, pero entonces integrada en Austria-Hungría), Pupin emigró a los Estados Unidos a los 16 años y se graduó con honores en 1883 en el Columbia College en Nueva York. Obtenida su graduación en Física en la Universidad de Berlín en 1889, Pupin regresó a la Universidad de Columbia como profesor de Física Matemática. 
Las investigaciones de Pupin sobre análisis de corrientes y detección de portadoras fueron pioneras en estos campos. Realizó diversos inventos:

En 1894 la ahora conocida como Bobina de Pupin, que como se ha dicho permitió ampliar el alcance de las comunicaciones telefónicas.

En 1896, desarrolló un procedimiento para obtener la fotografía rápida de una imagen obtenida mediante rayos X, que solamente requería una exposición de una fracción de segundo en lugar de una hora o más que se empleaba antes. 
En 1901 llegó a profesor y en 1931 a profesor emérito de la Universidad de Columbia.
En 1911 fue nombrado cónsul del entonces Reino de Serbia en Nueva York.
En su alocución al Congreso de Estados Unidos el 8 de enero de 1918, conocida como los Catorce Puntos (referentes a la reconstrucción europea después de la Primera Guerra Mundial), el presidente nortemericano Woodrow Wilson inspirado en sus conversaciones con Pupin, insistió en la restauración de Serbia y Montenegro, así como en la autonomía para los pueblos que habían formado el antiguo Imperio austrohúngaro.
La autobiografía de Pupin, De Inmigrante a Inventor ganó el Premio Pulitzer en 1924. También escribió La nueva reforma (1927) y Romance de la Máquina (1930), así como otros muchos documentos técnicos.
Pupin fue muy activo dentro de las sociedades de emigrados serbios, siendo el fundador y primer presidente de la Serb National Shield Society, sociedad para la protección de los derechos de los nacionales serbios en EE. UU.

## Reconocimientos
- El Pupin Hall de la Universidad de Columbia, en el Laboratorio de Físicas Pupin, es un edificio construido en 1927 y denominado así en su honor en 2000.
- Así mismo, en la sede de la Unión Europea de Telecomunicaciones en Ginebra existe un busto en su memoria.
- El cráter lunar Pupin lleva este nombre en su memoria.[1]
- El asteroide (57868) Pupin también conmemora su nombre.[2]